# Kovambo Nujoma
Kovambo Theopoldine Katjimune Nujoma (geb. Mushimba; * 10. März 1933 in Südwestafrika) war als Ehefrau von Staatspräsident Sam Nujoma von 1990 bis 2005 First Lady Namibias.
Nujoma wurde als Tochter von Johannes and Kandorera Mushimba geboren. Zu ihren Geschwistern zählt unter anderem Aaron Mushimba (1946–2014), ein SWAPO-Freiheitskämpfer im namibischen Unabhängigkeitskampf und Geschäftsmann.
Am 6. Mai 1951 heiratete sie Sam Nujoma, den späteren Anführer der People’s Liberation Army of Namibia (PLAN). Mit diesem hat sie die Söhne Utoni (* 1952), John (* 1954), Sakaria „Sacky“ (* 1957) sowie die Töchter Nelago (1959–1960) und Usuta (* 1964). Anders als ihr Mann blieb Kovambo Nujoma zunächst zehn weitere Jahre in Südwestafrika und ging erst dann ins Exil.
Am Heldentag 2014 wurde Nujoma mit dem Most Brilliant Order of the Sun, 1. Klasse ausgezeichnet.